# Тинаки 2-е
Тинаки 2-е, Тинаки-2 — посёлок в Наримановском районе Астраханской области. Входит в состав Рассветского сельсовета. Входит в Астраханскую агломерацию.

## География
Посёлок находится на берегу р. Старая Волга. С юга примыкает посёлок Стрелецкое города Астрахань, с запада — посёлок Наримановский. С запада проходит федеральная трасса Р-22 Каспий.
Уличная сеть
ул. Волжская, ул. Кленовая, ул. Курортная, ул. Курортная 1-я, ул. Курортная 2-я, ул. Рассветская, ул. Санаторная, ул. Серебристая, ул. Цветочная, ул. Центральная

## Население
| 2010 | 2012 | 2013 | 2014 |
| ---- | ---- | ---- | ---- |
| 453  | ↗457 | ↗462 | ↘454 |

Гендерный состав
По данным Всероссийской переписи, в 2010 году численность населения посёлка составляла 453 человека (203 мужчины и 250 женщин, 44,8 и 55,2 %% соответственно)
В переписи 2002 года посёлок Тинаки 2-е не обнаружен.

## Транспорт
Автотранспорт. Автобусное сообщение (остановка Тинаки-2).
С северо-запада проходит автодорога федерального значения Р-22 Каспий.